# Ariel Olascoaga
Ariel Olascoaga Gutiérrez, (nacido el  21 de mayo de 1929 y fallecido el 22 de agosto de 2010) fue un jugador de baloncesto uruguayo. Fue medalla de bronce con Uruguay en los Juegos Olímpicos de Melbourne 1956.